# مهدی‌آباد (صحرارود)
مهدی‌آباد روستایی در دهستان صحرارود بخش مرکزی شهرستان فسا استان فارس ایران است.

## جمعیت
بر پایه سرشماری عمومی نفوس و مسکن در سال ۱۳۹۵ جمعیت این روستا ۳۱ نفر (۷خانوار) بوده‌است.